# Taiwan Television
 (mai 2022).
Si vous disposez d'ouvrages ou d'articles de référence ou si vous connaissez des sites web de qualité traitant du thème abordé ici, merci de compléter l'article en donnant les références utiles à sa vérifiabilité et en les liant à la section « Notes et références ».
 (mai 2022).
La mise en forme du texte ne suit pas les recommandations de Wikipédia : il faut le « wikifier ».
Les points d'amélioration suivants sont les cas les plus fréquents. Le détail des points à revoir est peut-être précisé sur la page de discussion.
- Les titres sont pré-formatés par le logiciel. Ils ne sont ni en capitales, ni en gras.
- Le texte ne doit pas être écrit en capitales (les noms de famille non plus), ni en gras, ni en italique, ni en « petit »…
- Le gras n'est utilisé que pour surligner le titre de l'article dans l'introduction, une seule fois.
- L'italique est rarement utilisé : mots en langue étrangère, titres d'œuvres, noms de bateaux, etc.
- Les citations ne sont pas en italique mais en corps de texte normal. Elles sont entourées par des guillemets français : « et ».
- Les listes à puces sont à éviter, des paragraphes rédigés étant largement préférés. Les tableaux sont à réserver à la présentation de données structurées (résultats, etc.).
- Les appels de note de bas de page (petits chiffres en exposant, introduits par l'outil «  Source ») sont à placer entre la fin de phrase et le point final[comme ça].
- Les liens internes (vers d'autres articles de Wikipédia) sont à choisir avec parcimonie. Créez des liens vers des articles approfondissant le sujet. Les termes génériques sans rapport avec le sujet sont à éviter, ainsi que les répétitions de liens vers un même terme.
- Les liens externes sont à placer uniquement dans une section « Liens externes », à la fin de l'article. Ces liens sont à choisir avec parcimonie suivant les règles définies. Si un lien sert de source à l'article, son insertion dans le texte est à faire par les notes de bas de page.
- La présentation des références doit suivre les conventions bibliographiques. Il est recommandé d'utiliser les modèles {{Ouvrage}}, {{Chapitre}}, {{Article}}, {{Lien web}} et/ou {{Bibliographie}}. Le mode d'édition visuel peut mettre en forme automatiquement les références.
- Insérer une infobox (cadre d'informations à droite) n'est pas obligatoire pour parachever la mise en page.

Pour une aide détaillée, merci de consulter Aide:Wikification.
Si vous pensez que ces points ont été résolus, vous pouvez retirer ce bandeau et améliorer la mise en forme d'un autre article.
Taiwan Television (TTV) est une société de télédiffusion  de Taïwan. C'est la première chaîne de télévision de Taiwan .

## Histoire
Taiwan Television Enterprise, Ltd. (chinois: 台灣 電視 公司; pinyin: TAIWAN Dianshi gongsi; Peh-Oe-jī: TAI-OAN-tiān-sī-kong-si), communément appelé TTV et anciennement connue sous le  nom de Central Television et  Voice de Taiwan (VOT), est la première station de diffusion de télévision à Taiwan.  Établie le 28 avril, 1962 , elle a commencé à diffuser formellement, le jour de la fête nationale de la République de Chine.
En 1982, elle devient  CTV Central Television. 
La station est devenue le foyer de nombreux spectacles innovants . Récemment, la station a connu une résurgence de l'auditoire quand elle a signé un contrat majeur avec Sanlih E-Télévision pour promouvoir et  diffuser les émissions de cette dernière.
En vertu des lois actuelles de réforme des médias, TTV est exploitée en vue d'une  privatisation complète. Toutefois, la cession des parts de l'Etat dans la station est mise en attente pour le moment en raison d'irrégularités dans sa transaction.
Depuis 1962, TTV change le paysage de la TTV, c'est  la toute première télévision en langue taiwanaise . Elle a présente  également présenté  la première série dramatique d'anthologie mandarine. TTV a présenté la premiere  série dramatique "Zheng Chengong"  en costume d'époque (1963) mettant en vedette Tsao Chien (Cao Jian) dans le rôle-titre. 
Le 7 septembre 1969 TTV fut le premier réseau de diffusion TV en couleur à présenter l'Apollo XI Landing (connu sous le nom "Man on the Moon").